# Kdo je blazen?
Kdo je blazen? je enodejanka Etbina Kristana iz leta 1907. 

## Osebe
- Peter Mravec
- Eva
- Milka
- Dr. Ivan Bohor
- Vladimir Ravnik
- Anica
- Neznanec

## Vsebina
Mravec je godrnjač, v njegovih časih je bilo vse boljše, predvsem pa so ga bolj upoštevali. Sklenil je bil omožiti hčer s prijateljem Martinom. Milka pove materi, da se bo njen izbranec Vladimir pogovoril z očetom, ker si hoče zagotoviti nevesto, preden odpotuje. Vladimir od matere izve, da jo je oče namenil Martinu. Neznanec, ki je pobegnil iz blaznice, razlaga Mravcu svoje ideje, Evo pa pozdravi kot staro znanko. Mravec zahteva, da povesta od kdaj in kako se poznata. Ko pride Vladimir, se izkaže, da se z Milko poznata in sta si domača, Mravec vzkipi. Meni, da je to zarota za njegovim hrbtom in da jim bo že pokazal. Milka joče, Vladimir pa jo tolaži, Eva lovi Neznanca, ki ga je Mravčev bes naredil nervoznega. Vsopi doktor Boho, da odpelje Neznanca nazaj v blaznico, a pri tej zmešnjavi, ne ve kdo je bolnik. Osredotoči se na Mravca in njegovo besno razgrajanje. Povabi ga na sprehod. Mravec se upira, zato pokliče še strežaja. Neznanec se izmuzne, Vladimir pa skuša pomagati Mravcu. Njegovo pričanje potrdi tudi Milka. Eva zgrabi priložnost in zahteva od Mravca naj dokaže, da je dobra duša in Vladimirja in Milko zaroči. Mravec pristane, samo da je konec te zmešnjave. Doktor ostane praznih rok: kdo je tedaj blazen? Priteče Anica in pove, da so prijeli Neznanca, ker je blazen. Vsi si oddahnejo. 